# Arthur Westover
Arthur Warrington Westover (* 9. Mai 1864 in Québec; † 14. August 1935 ebenda) war ein kanadischer Sportschütze.

## Erfolge
Arthur Westover nahm an den Olympischen Spielen 1908 in London im Trap teil. Die Einzelkonkurrenz schloss er mit 55 Punkten auf dem sechsten Platz ab, zwei Punkte vom Bronzerang entfernt. Im Mannschaftswettbewerb belegte er mit 405 Punkten an der Seite von Walter Ewing, George Beattie, Mylie Fletcher, George Vivian und David McMackon hinter der ersten und vor der zweiten britischen Mannschaft den zweiten Platz und gewann somit die Silbermedaille. Westover war mit 72 Punkten der drittbeste Schütze der Mannschaft.